# Novodinia magister
Novodinia magister är en sjöstjärneart som beskrevs av Fisher 1917. Novodinia magister ingår i släktet Novodinia och familjen Brisingidae. Inga underarter finns listade i Catalogue of Life.